# Taccarum peregrinum
Taccarum peregrinum là một loài thực vật có hoa trong họ Ráy (Araceae). Loài này được (Schott) Engl. miêu tả khoa học đầu tiên năm 1879.